# آرکتیک
آرکتیک (انگلیسی: Arctic) شرکت سخت‌افزار آلمانی است، که در سال ۲۰۰۱ تأسیس شد.